# Беюк-Зиря
Беюк-Зиря (азерб. Böyük Zirə adası) — острів у Каспійському морі поблизу південно-східного узбережжя Азербайджану. Є одним з островів Бакинського архіпелагу. Це один з п'яти найбільших островів розташованих біля входу в Бакинську бухту.

## Назва
Назва походить від злиття двох слів: азербайджанського «бёюк», що означає «великий» та арабського «джазіра», що означає «острів». У 1719 році за правління Петра Першого острів було перейменовано в «Нарген», оскільки він схожий з однойменним островом у Фінській затоці. Трохи пізніше його почали називати «Наргин». У 1991 році йому була повернута автохтонна назва.

## Топографія
Острів розташовано на відстані 10,5 км від берегової лінії міста Баку. Площа острова складає 1,18 км². Довжина з заходу на схід 3060 м, ширина східної частини 200 м, середньої — 640 м, західної 620 м. Найвища точка острова розташована на висоті 37 м над рівнем моря. Рельєф складається зі скельних відкладень.

## Маяк

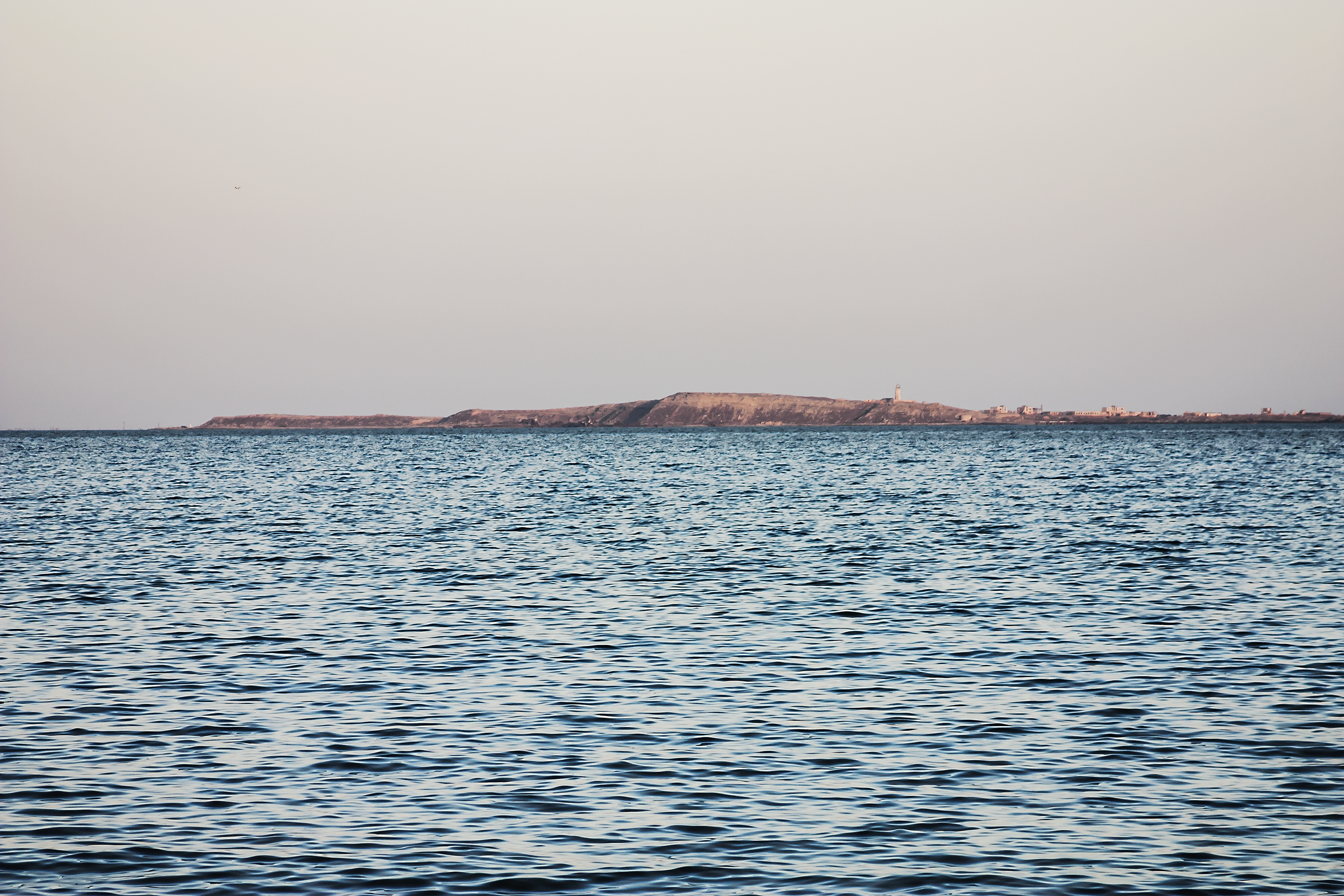
Панорама острова

На розташованому в середній частині північного берегу підвищенню встановлено маяк. У 1883 році з метою забезпечення навігації суден в Бакинській бухті Морське міністерство затвердило рішення про будівництво маяка. Він почав діяти 11 грудня 1884 року. Спочатку шлях кораблям вказувала гасова лампа, згодом газовий ліхтар, а 1956 року маяк було перероблено в складну оптико-навігаційну систему.

## Історія

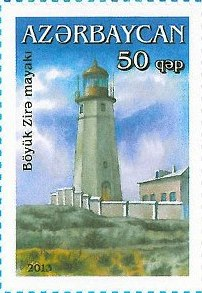
Марка присвячена маяку на острові

Існують свідчення, що у давні часи острів був з'єднаний із суходолом, підтвердженням чого є залишки колії від двухколісних арб у кам'яному тілі острова, які, зокрема, були знайдені російським академіком Г. Ф. Ленцом під час відвідин острова у 30-х роках XVIII століття. Острів був безлюдним, однак академік зауважив на ньому сліди будівель, колодязів та заглиблень вибитих у скелях. На цій підставі вчений припустив що колись на місці острова було давнє поселення, яке у зв'язку з підвищенням рівня Каспію було затоплено. Берегова лінія була значно далі, ніж зараз, острів відокремився від материка.
У роки Перщої світової війни на острові утримувались та загинули 10 тисяч турецьких солдатів та цивільних осіб, які потрапили в полон під час війни між Туреччиною та царською Росією. Також тут утримували полонених угорців, чехів, німців, австрійців. У 1915-1916 роках через Нарген пройшло близько 20 тисяч полонених, а з врахуванням 1917-1918 цю цифру можна збільшити до 25 тис.
Пізніше, у сталінські часи на острів вивозили арештованих представників інтелігенції. За деякою інформацією на острові утримували троцькістів.
У радянські часи острів був об'єктом ППО, окрім того на ньому було облаштовано селище з Будинком культури, магазином, дитячим садком та житловими будинками для військових.
Із здобуттям Азербайджаном незалежності острів занепав, він перестав бути об'єктом ППО.

## Проєкт «Азербайджанська перлина»
Станом на 2011 рік острів було майже закинуто, хоча компанія AzExCo підготувала проект «Перлина Азербайджану», який передбачає перетворення острова на місце культурного відпочинку, об'єднання таких видів діяльності, яктеатр, кіно, музика.
За проєктом на цій території передбачено будівництво порту для сервісних яхт. Неподалік порту передбачено 4 житлових п'ятиповерхових будинки для персоналу порту. Також тут заплановано «Парк азербайджанської природи» з різноманітними видами рослин та тварин.
Військовий порт буде контролювати морський транспорт Баку. Також тут заплановано вілли для високопоставлених військовослужбовців. На острові передбачено будівництво готелів зі спа-центром. Родзинкою острова стане так зване «старе місто» з кріпосними стінами, двоповерховими будинками, магазинами, кафе та ресторанами, банками, церквою, мечеттю, синагогою. Окрім того, передбачено будівництво численних вілл.
Основним зв'язуючим центром між Баку та островом буде слугувати «Північний міст», який прийматиме порівняно великі яхти. Також тут буде Морський музей присвячений Каспійському морю, торговельний центр, аквапарк з розважальними центрами та пляжі.
На острові буде увіковічено пам'ять людей, які загинули на острові — для цього буде збудовано «Площу толерантності» де в братській могилі будуть перепоховані солдати, офіцери та інші мученики, які тут загинули. Автором цього проєкту є архітектор Расим Бабакишиєв. Загальна вартість проєкту складає 4,8 — 5,4 млрд доларів США і він буде складатись з житлової площі на 10 тисяч осіб, 300 вілл, 5 готелів 4-5 зіркового рівня, гольф-клубу та пляжних комплексів.